# 格奥尔基·马尔科夫 (摔跤运动员)
格奥尔基·马尔科夫（羅馬化：Georgi Markov，1946年4月5日—），保加利亚男子摔跤运动员。他曾代表保加利亚参加1972年夏季奥林匹克运动会摔跤比赛，获得男子古典式羽量级金牌。